# Carles Puyol
Carles Puyol i Saforcada (sinh ngày 13 tháng 4 năm 1978 tại Lleida, Catalunya) là một cựu cầu thủ bóng đá người Tây Ban Nha đã giải nghệ. Anh chủ yếu chơi ở vị trí trung vệ và là đội trưởng lâu năm cho câu lạc bộ duy nhất mà anh gắn bó trong suốt sự nghiệp thi đấu của mình - Barcelona sau khi tiếp quản từ Luis Enrique vào tháng 8 năm 2004, và đã chơi trong gần 600 trận đấu chính thức cho đội bóng và giành chiến thắng 21 danh hiệu lớn, đặc biệt là 6 chức vô địch La Liga và 3 chức vô địch UEFA Champions League. Anh được biết đến như một trong số các hậu vệ xuất sắc nhất lịch sử bóng đá thế giới.
Ở cấp độ quốc gia, Puyol đã khoác áo đội tuyển bóng đá quốc gia Tây Ban Nha 100 lần, và là nhân tố không thể thiếu trong đội hình đã giành được vinh quang tại Euro 2008 và World Cup 2010. Trong trận bán kết gặp đội tuyển Đức tại World Cup năm đó, anh đã ghi bàn thắng duy nhất giúp đội nhà lọt vào trận chung kết.
Puyol là mẫu cầu thủ chơi rắn, quyết liệt nhưng đa năng. Anh có thể chơi ở vị trí trung vệ, hậu vệ cánh hoặc tiền vệ thủ. Nhờ quyết định gắn bó toàn bộ sự nghiệp của mình cho câu lạc bộ, anh luôn giành được sự yêu mến của người hâm mộ Barcelona. Puyol cùng đội tuyển Tây Ban Nha giành huy chương bạc tại Thế vận hội mùa hè 2000, tham gia giải vô địch bóng đá thế giới 2002, giải vô địch bóng đá châu Âu 2004. Tinh thần lăn xả mỗi khi ra sân của anh có lẽ hình thành từ lúc anh còn chơi ở vị trí thủ môn trong đội trẻ La Pobla (Segur). Một chấn thương vai sau đó buộc anh phải từ bỏ vị trí này.

## Sự nghiệp câu lạc bộ
Năm 17 tuổi anh bắt đầu chơi cho đội hình B Barca. Dưới thời huấn luyện viên Louis van Gaal anh được đưa lên đội hình A. Ngày 2 tháng 10 năm 1999 anh chơi trận đấu đầu tiên cho đội một Barca trong chiến thắng 2-0 trước Valladolid.
Tháng 9 năm 2005 anh gia hạn hợp đồng chơi cho Barca đến năm 2010. Trong điều khoản hợp đồng này có quy định phí hủy hợp đồng lên đến 150 triệu euro. Theo đó thì tuyển thủ Tây Ban Nha này cùng với Ronaldinho, Deco, Xavi, Samuel Eto'o và Lionel Messi sẽ gắn bó lâu dài với đội bóng xứ Catalan.
World Cup 2010 là giải đấu thành công với Tây Ban Nha nói chung và cá nhân Puyol nói riêng. Với lối chơi quyết liệt và thông minh anh đã giúp Tây Ban Nha lập kỷ lục là một trong 2 đội bóng để lọt lưới ít nhất tại một kỳ World Cup (2 bàn thua) và có bàn thắng quyết định trong trận bán kết với Đức đưa Tây Ban Nha vào trận chung kết tiếp và vô địch.

## Thống kê sự nghiệp

### Câu lạc bộ
Nguồn:
| Câu lạc bộ          | Mùa giải            | Giải vô địch        | Giải vô địch | Giải vô địch | Copa del Rey | Copa del Rey | Châu Âu | Châu Âu | Khác | Khác | Tổng cộng | Tổng cộng |
| Câu lạc bộ          | Mùa giải            | Hạng đấu            | Trận         | Bàn          | Trận         | Bàn          | Trận    | Bàn     | Trận | Bàn  | Trận      | Bàn       |
| ------------------- | ------------------- | ------------------- | ------------ | ------------ | ------------ | ------------ | ------- | ------- | ---- | ---- | --------- | --------- |
| Barcelona B         | 1996–97             | Segunda División    | 1            | 1            | —            | —            | —       | —       | —    | —    | 1         | 1         |
| Barcelona B         | 1997–98             | Segunda División B  | 42           | 3            | —            | —            | —       | —       | —    | —    | 42        | 3         |
| Barcelona B         | 1998–99             | Segunda División    | 38           | 2            | —            | —            | —       | —       | —    | —    | 38        | 2         |
| Barcelona B         | 1999–2000           | Segunda División B  | 8            | 0            | —            | —            | —       | —       | —    | —    | 8         | 0         |
| Barcelona B         | Tổng cộng           | Tổng cộng           | 89           | 6            | —            | —            | —       | —       | —    | —    | 89        | 6         |
| Barcelona           | 1999–2000           | La Liga             | 24           | 0            | 5            | 0            | 8       | 0       | 0    | 0    | 37        | 0         |
| Barcelona           | 2000–01             | La Liga             | 17           | 0            | 2            | 0            | 5       | 0       | —    | —    | 24        | 0         |
| Barcelona           | 2001–02             | La Liga             | 35           | 2            | 1            | 0            | 15      | 0       | —    | —    | 51        | 2         |
| Barcelona           | 2002–03             | La Liga             | 32           | 0            | 0            | 0            | 14      | 0       | —    | —    | 46        | 0         |
| Barcelona           | 2003–04             | La Liga             | 27           | 0            | 4            | 0            | 7       | 0       | —    | —    | 38        | 0         |
| Barcelona           | 2004–05             | La Liga             | 36           | 0            | 1            | 0            | 8       | 0       | —    | —    | 45        | 0         |
| Barcelona           | 2005–06             | La Liga             | 35           | 1            | 3            | 0            | 12      | 0       | 2    | 0    | 52        | 1         |
| Barcelona           | 2006–07             | La Liga             | 35           | 1            | 7            | 0            | 9       | 1       | 4    | 0    | 55        | 2         |
| Barcelona           | 2007–08             | La Liga             | 30           | 0            | 7            | 0            | 10      | 1       | —    | —    | 47        | 1         |
| Barcelona           | 2008–09             | La Liga             | 28           | 1            | 6            | 0            | 11      | 0       | —    | —    | 45        | 1         |
| Barcelona           | 2009–10             | La Liga             | 32           | 1            | 2            | 0            | 10      | 0       | 4    | 0    | 48        | 1         |
| Barcelona           | 2010–11             | La Liga             | 17           | 1            | 2            | 0            | 8       | 0       | 0    | 0    | 27        | 1         |
| Barcelona           | 2011–12             | La Liga             | 26           | 3            | 7            | 2            | 9       | 0       | 2    | 0    | 44        | 5         |
| Barcelona           | 2012–13             | La Liga             | 13           | 1            | 5            | 1            | 4       | 0       | 0    | 0    | 22        | 2         |
| Barcelona           | 2013–14             | La Liga             | 5            | 1            | 6            | 1            | 1       | 0       | 0    | 0    | 12        | 2         |
| Barcelona           | Tổng cộng           | Tổng cộng           | 392          | 12           | 58           | 4            | 131     | 2       | 12   | 0    | 593       | 18        |
| Tổng cộng sự nghiệp | Tổng cộng sự nghiệp | Tổng cộng sự nghiệp | 481          | 18           | 58           | 4            | 131     | 2       | 12   | 0    | 682       | 24        |

1. 1 2 3 4 5 6 7 8 9 10 11  Appearances in UEFA Champions League
2. ↑  Three appearances in UEFA Champions League, two appearances in UEFA Cup
3. ↑  Appearances in UEFA Cup
4. ↑  Appearances in Supercopa de España
5. ↑  One appearance in UEFA Super Cup, eight appearances and one goal in UEFA Champions League
6. ↑  Two appearances in Supercopa de España, two appearances in FIFA Club World Cup
7. ↑  One appearance in UEFA Super Cup, eight appearances and one goal in UEFA Champions League
8. ↑  Two appearances in Supercopa de España, two appearances in FIFA Club World Cup
9. ↑  Appearances in FIFA Club World Cup

### Quốc tế
Nguồn:
| Đội tuyển quốc gia | Năm       | Trận | Bàn |
| ------------------ | --------- | ---- | --- |
| Tây Ban Nha        | 2000      | 1    | 0   |
| Tây Ban Nha        | 2001      | 4    | 0   |
| Tây Ban Nha        | 2002      | 10   | 1   |
| Tây Ban Nha        | 2003      | 8    | 0   |
| Tây Ban Nha        | 2004      | 10   | 0   |
| Tây Ban Nha        | 2005      | 10   | 0   |
| Tây Ban Nha        | 2006      | 10   | 0   |
| Tây Ban Nha        | 2007      | 5    | 0   |
| Tây Ban Nha        | 2008      | 14   | 1   |
| Tây Ban Nha        | 2009      | 8    | 0   |
| Tây Ban Nha        | 2010      | 14   | 1   |
| Tây Ban Nha        | 2011      | 4    | 0   |
| Tây Ban Nha        | 2012      | 1    | 0   |
| Tây Ban Nha        | 2013      | 1    | 0   |
| Tổng cộng          | Tổng cộng | 100  | 3   |

Nguồn:
| # | Ngày            | Địa điểm                           | Đối thủ     | Bàn thắng | Kết quả | Giải đấu                      |
| - | --------------- | ---------------------------------- | ----------- | --------- | ------- | ----------------------------- |
| 1 | 17 April 2002   | Windsor Park, Belfast, Bắc Ireland | Bắc Ireland | 0–4       | 0–5     | Giao hữu                      |
| 2 | 11 October 2008 | A. Le Coq Arena, Tallinn, Estonia  | Estonia     | 0–3       | 0–3     | Vòng loại FIFA World Cup 2010 |
| 3 | 7 July 2010     | Moses Mabhida, Durban, Nam Phi     | Đức         | 0–1       | 0–1     | FIFA World Cup 2010           |

## Danh hiệu

### Câu lạc bộ

#### Barcelona
- La Liga: 2004–05,[5] 2005–06,[6] 2008–09,[7] 2009–10,[8] 2010–11,[9] 2012–13[10]
- Copa del Rey: 2008–09, 2011–12[11]
- Supercopa de España: 2005,[12] 2006,[13] 2009,[14] 2010[15]
- UEFA Champions League: 2005–06,[16] 2008–09,[17] 2010–11[18]

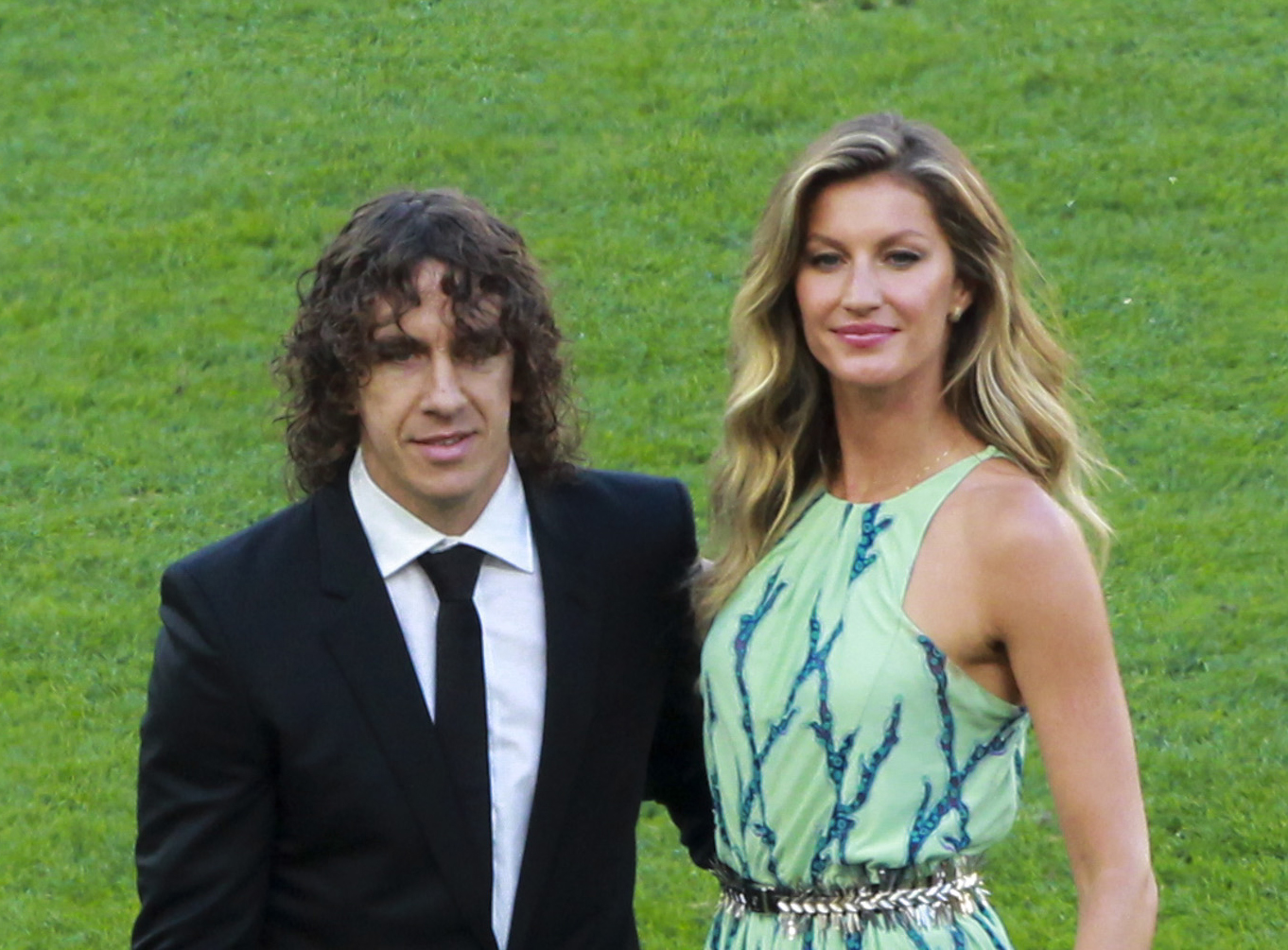
Puyol tại Chung kết FIFA World Cup 2014, cùng siêu mẫu Gisele Bündchen.

- UEFA Super Cup: 2009[19]
- FIFA Club World Cup: 2009,[20] 2011[21]

### Quốc tế

#### U-23 Tây Ban Nha
- Summer Olympic silver medal: 2000[22]

#### Tây Ban Nha
- FIFA World Cup: 2010[3]
- UEFA Euro: 2008[3]

### Cá nhân
- La Liga Breakthrough Player of the Year: 2001[23]
- ESM Team of the Year: 2001–02, 2002–03, 2004–05, 2005–06[24]
- UEFA Team of the Year: 2002, 2005, 2006, 2008, 2009, 2010[25]
- UEFA Club Best Defender: 2006[26]
- FIFA/FIFPro World XI: 2007, 2008, 2010[25]
- UEFA European Championship Team of the Tournament: 2008[27][28]
- FIFA Confederations Cup Team of the Tournament: 2009[29]
- FIFA World Cup Dream Team: 2010[30]
- BBVA Fair Play award: 2011–12[25]
- UEFA Ultimate Team of the Year (published 2015)[31]
- World XI: Team of the 21st Century[32]
- UEFA Euro All-time XI (published 2016)[33]
- Golden Foot: 2016, as football legend[34]
- One Club Man Award: 2018[35]

### Huy chương
- Prince of Asturias Awards: 2010[36]
- Gold Medal of the Royal Order of Sporting Merit: 2011[37]